# 911 / Mr. Lonely
911 / Mr. Lonely è un singolo del rapper statunitense Tyler, the Creator, pubblicato il 30 giugno 2017 come secondo estratto dal suo quarto album in studio Flower Boy.
Il brano vede la partecipazione del cantautore statunitense Frank Ocean e del musicista statunitense Steve Lacy.

## Antefatti
Tyler, the Creator ha mostrato il brano in anteprima alla fine del video di Who Dat Boy, pubblicato il 29 giugno 2023.

## Descrizione
Il brano contiene un'interpolazione di Outstanding dei The Gap Band e contiene vocali non accreditati di Anna of the North e Schoolboy Q. Il brano è diviso in due parti, 911 e Lonely: la prima è un brano R&B e soul, mentre la seconda ha una produzione tipicamente trap.

## Tracce
1. Who Dat Boy (feat. ASAP Rocky) – 3:25 (Tyler Okonma, Rakim Mayers)
2. 911 / Mr. Lonely (feat. Frank Ocean e Steve Lacy) – 4:15 (Tyler Okonma, Frank Ocean, Raymond Calhoun)

## Classifiche
| Classifica (2017) | Posizione massima |
| ----------------- | ----------------- |
| Stati Uniti       | 101               |